# Germanicus
Pour les articles homonymes, voir Germanicus (homonymie) et Iulius Caesar.
Caius Julius Caesar, dit Germanicus (né à Rome le 24 mai 15 av. J.-C., mort près d'Antioche le 10 octobre 19), prince issu de la famille impériale julio-claudienne, est un des chefs militaires les plus populaires, et sans doute aussi l'un des plus doués, de toute l'histoire romaine. Le nom de Germanicus lui fut donné lorsqu'il fut attribué à son père Drusus à titre posthume en l'honneur de ses nombreuses conquêtes et victoires en Germanie. Il est le père de l'empereur Caligula et d'Agrippine la Jeune (future femme de Claude et mère de Néron).

## Biographie

### Jeunesse
Fils de Drusus et d'Antonia, il est par sa mère le petit-fils de Marc Antoine et d'Octavie, la sœur d'Auguste. Germanicus est adopté, en l'an 4, par le futur empereur Tibère. Il est l'auteur d'épigrammes, de comédies et de poèmes perdus. Il accède à la questure et au consulat, bien avant l'âge légal prévu par la Constitution romaine.
À vingt ans, il dirige déjà une armée pour soumettre les peuples de Dalmatie et de Pannonie.
Il est nommé consul en 12 apr. J.-C. et commandant de l'armée de Germanie où, profitant de la popularité de son père Drusus et doté de l'imperium proconsulaire sur la Gaule, il devient, souhait d'Auguste, le successeur potentiel de Tibère.

### Consécration

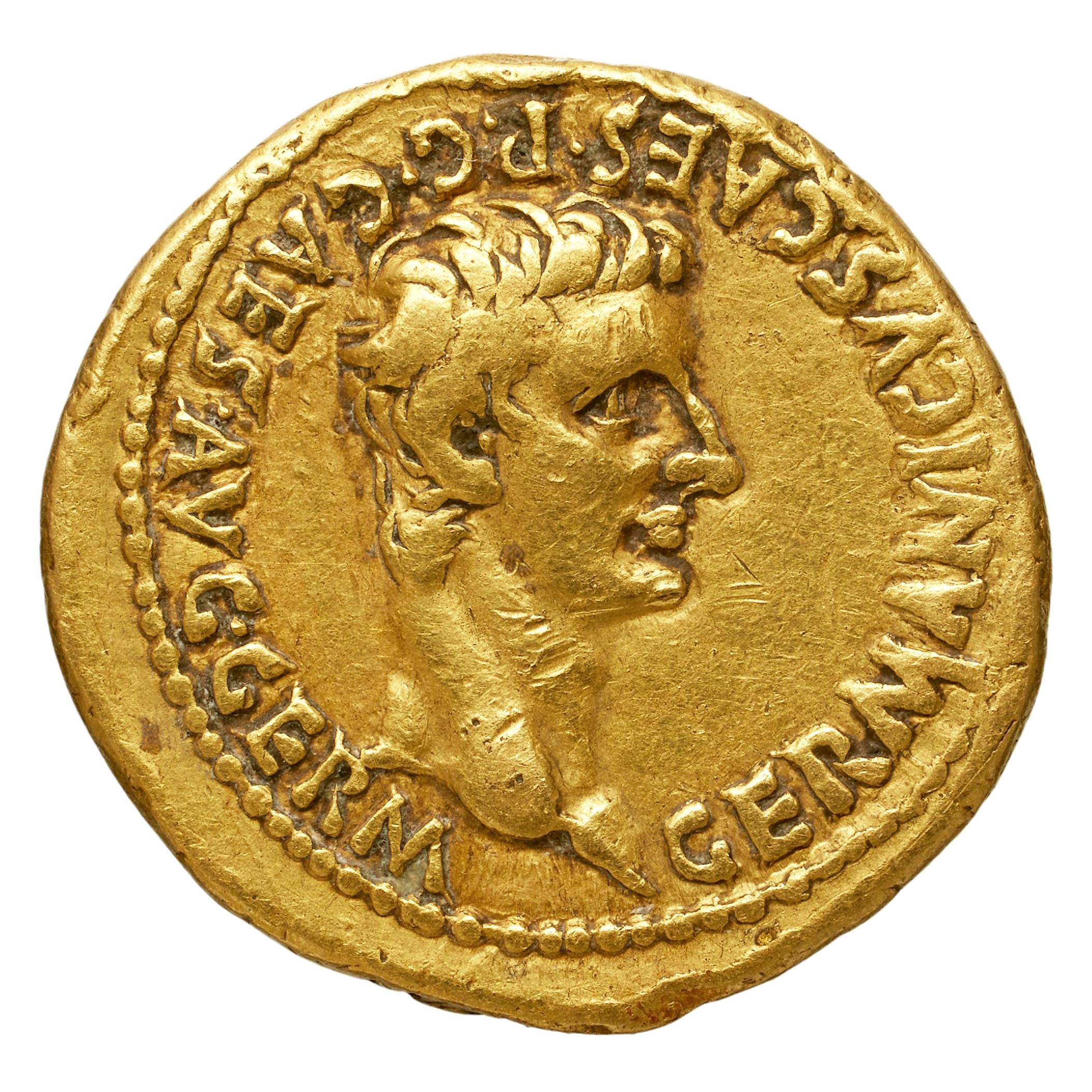
Aureus frappé à Lyon en 37, à l'avers : Caligula, au revers : Germanicus. Département des Monnaies, médailles et antiques de la Bibliothèque nationale de France.

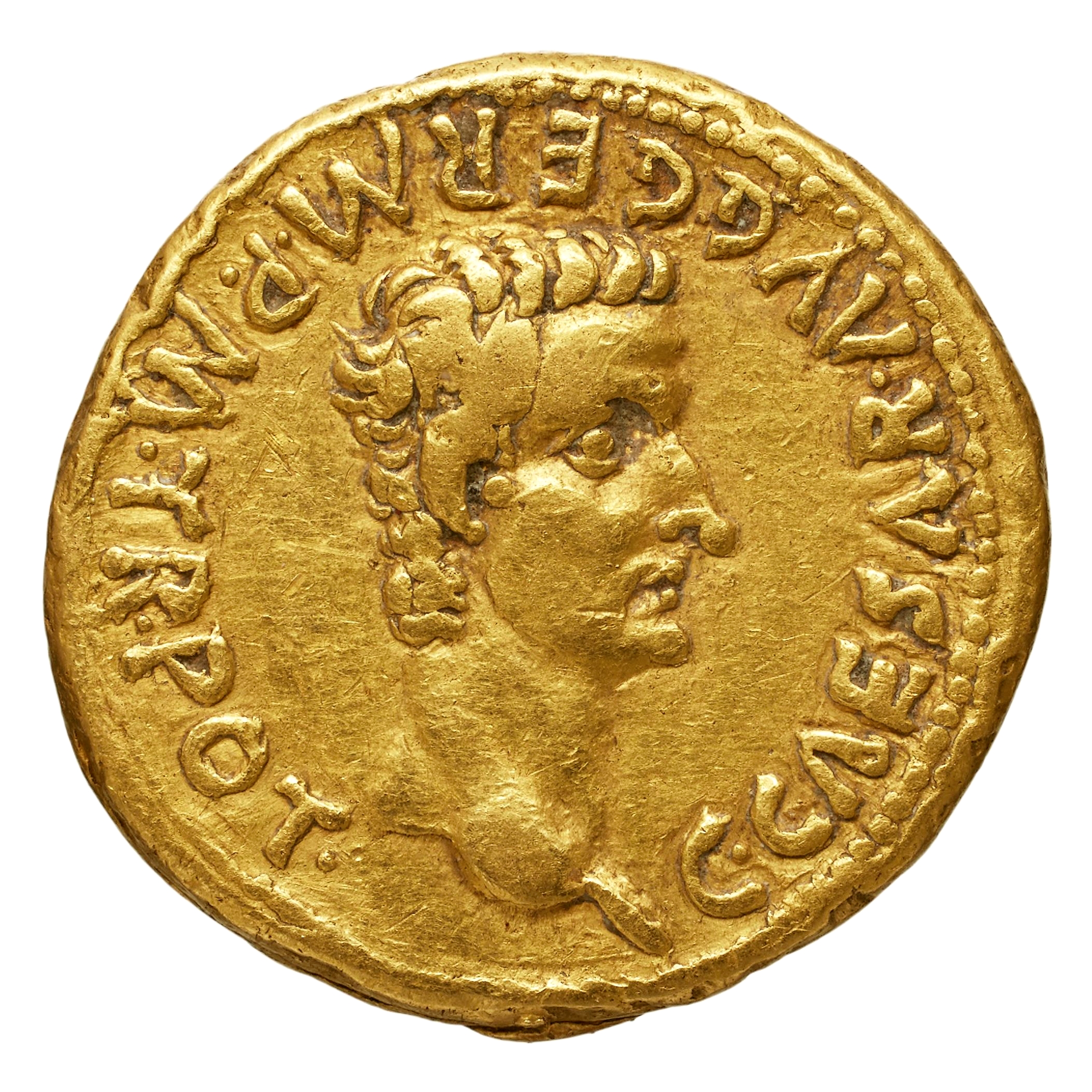

À trente ans, (en 14) il se trouve à la tête de huit légions en Germanie pour venger la défaite infligée par Arminius à Varus, cinq ans auparavant. Il réussit à pacifier momentanément cette turbulente province jusqu'à l'Elbe. À la mort d'Auguste, les légions romaines proclament Germanicus empereur. Mais celui-ci, légaliste, refuse cette charge. Tibère, jaloux de Germanicus, dont Auguste pensait faire son successeur, le rappelle. Ce dernier l'envoie en Asie Mineure le chargeant de mater des révoltes. Une seconde fois, Germanicus réussit et pour se faire apprécier des indigènes, voyage en Judée et en Égypte, recueille à son passage les acclamations des plèbes.
En l'an 15, à la tête de 80 000 hommes, il retrouve les morts des légions de Varus tombés lors de la Bataille de Teutoburg, les fait enterrer dignement, et multiplie les raids de représailles sur les tribus environnantes. Arminius résiste cependant avec succès, et manque d'anéantir les troupes d'Aulus Caecina Severus.
Il mène une autre campagne en 16, et remporte la victoire d'Idistavisus Campus, puis une autre bataille sur le territoire des Angrivarii, toujours face à Arminius, et capture son épouse Thusnelda.
Mais la conquête de la Germanie n'est plus un objectif depuis le désastre de Varus, les campagnes de Germanicus étant aussi très difficiles et coûteuses, elles ne sont donc que des démonstrations d'intimidation, et lorsque le danger germanique cesse en 17 apr. J.-C., Tibère le rappelle à Rome. Germanicus célèbre son triomphe, le 7e jour avant les calendes de juin, selon Tacite.

### Imperium maius(pouvoir suprême)
En 18 ap. J.-C., Germanicus est de nouveau nommé consul, partageant cette fois avec l'empereur les honneurs accordés aux futurs héritiers, tandis que Gnaeus Calpurnius Piso est nommé gouverneur de Syrie. Tibère lui avait conféré l'imperium maius (autorité suprême sur les territoires à l'est de l'Adriatique), qui supplantait les pouvoirs des gouverneurs de la région. La nécessité de cette autorité est née des luttes de pouvoir au sein du royaume romain d'Asie Mineure et de la nécessité de donner à Germanicus une responsabilité à la mesure de sa position de successeur désigné. Germanicus navigue à travers la Méditerranée orientale, s'arrêtant aux ruines d'Actium, d'Athènes et de l'ancienne Troie, avant de se diriger vers Antioche, dans la province impériale de Syrie,.
Germanicus fait couronner un nouveau roi en Arménie, Artaxias III Zénon; transforme la Cappadoce en province romaine; rattache la Commagène à la Syrie, et passe ensuite l'hiver en Égypte, où il est acclamé par la population. Au dire de Tacite, Tibère n'apprécia pas ce séjour de Germanicus en Égypte effectué sans son autorisation,.

### Mort
De retour à Antioche en 19, il constate que ses mesures ont été annulées en son absence par Cnaeus Calpurnius Piso. Il tombe brusquement malade et meurt avant d'avoir pu régler ce problème. Il est possible qu'il soit mort de maladie, mais beaucoup de gens soupçonnaient Piso, gouverneur de Syrie, de l'avoir empoisonné sur les ordres de l'empereur Tibère, qui vivait en reclus sur l'île de Capri,.
Selon Tacite et Dion Cassius, son décès parut suspect avec la découverte de tablettes de défixion le visant et d'autres traces de rituels d'exécration, tandis que Germanicus aurait accusé Cnaeus Calpurnius Piso et son épouse Munatia Plancina de l'avoir empoisonné, et aurait prié son épouse Agrippine de venger sa mort. Revenu à Rome, Piso est mis en accusation. Tibère ne se prononce pas et renvoie l'affaire devant le Sénat. Sans espoir d’être acquitté à l'issue des débats, Piso se suicide en 20,.
Quoi qu'il en soit, la mort de Germanicus est ressentie comme un deuil national et à Rome on compare, au milieu des cris de douleur, la carrière et le destin de Germanicus à ceux d'Alexandre le Grand. De son mariage, il a neuf enfants dont le futur empereur Caligula (38-41) et Agrippine la Jeune.

### Funérailles et postérité

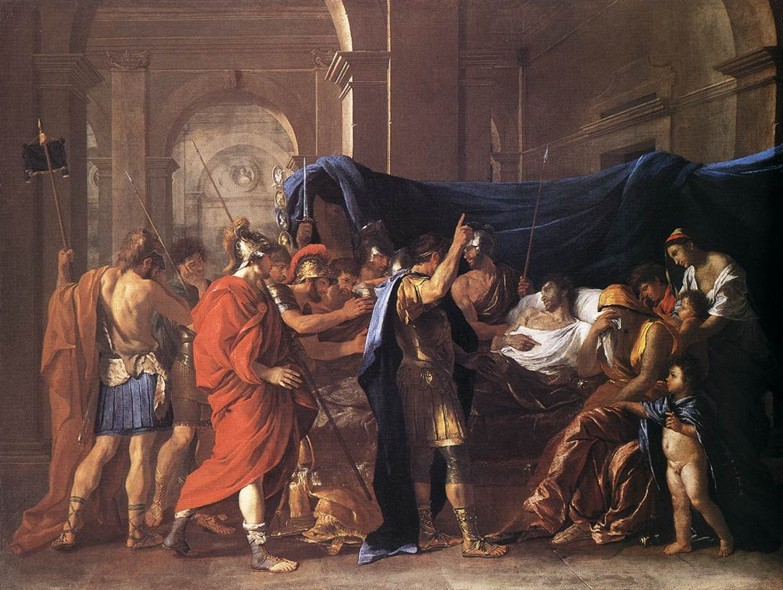
La mort de Germanicus, tableau de Nicolas Poussin, 1627.

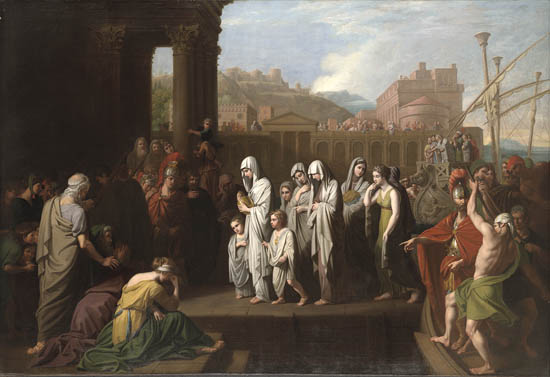
Agrippine débarquant à Brundisium avec les cendres de Germanicus, Benjamin West, vers 1768.

Les funérailles de Germanicus furent célébrées à Antioche, sans le cérémonial romain de procession funèbre et d'exhibition des portraits d'ancêtre. Le corps fut exposé sur la place publique, puis incinéré. Son épouse Agrippine ramena ensuite ses cendres à Rome par la voie maritime. À Rome, la nouvelle de la maladie puis de la mort de Germanicus provoqua dans la population de vives réactions de chagrin et de colère contre les dieux qui lui avaient enlevé la vie. Les honneurs funèbres qui lui sont décernés comme l'attribution de statues et des célébrations en sa mémoire sont connus grâce à plusieurs inscriptions latines, en particulier la Tabula Hebana et la Tabula Siarensis, qui décrit la statuaire d'un arc à l'entrée du cirque Flaminius : outre Germanicus sur un char y figurent ses parents, son frère Claude et sa sœur Livilla, et ses enfants, à l'exclusion de Tibère et de la descendance de ce dernier.
Germanicus jouit d'une popularité qui dépasse de loin ses mérites militaires. Symbole même du jeune homme bon et vertueux que tout destine à la gloire du Principat, adulé par la population et par les troupes, il ne peut que faire de l'ombre à Tibère. Suétone écrit : « Les horreurs des années suivantes augmentèrent encore la gloire de Germanicus et le regret de sa perte, car tout le monde estimait, non sans raison, qu'inspirant à Tibère du respect et la crainte il avait contenu sa férocité, qui éclata bientôt après. »
Son fils Caligula, sa fille Agrippine la Jeune et le fils de celle-ci, Néron, exploiteront l'incroyable prestige de Germanicus.
Le souvenir de Germanicus perdure à travers les siècles : un papyrus découvert à Doura Europos et daté du début du règne de Alexandre Sévère (222-235) contient le calendrier de la XXe cohorte des Palmyréniens, dans lequel est prescrit pour le 24 mai, jour de naissance de Germanicus, une supplicatio en sa mémoire.

Objets antiques commémoratifs de Germanicus
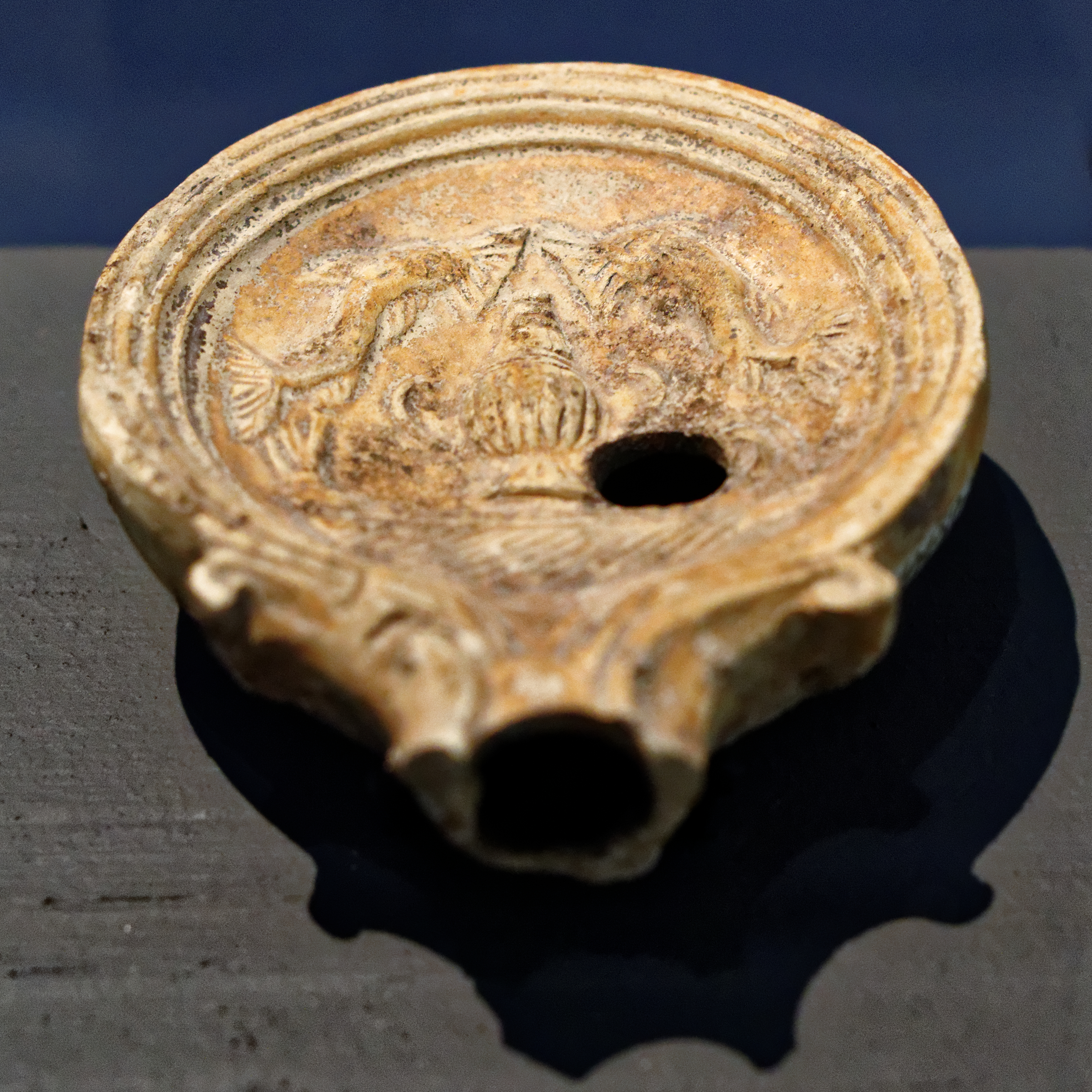
Lampe à huile décorée de l'urne funéraire rapportée par une trière.
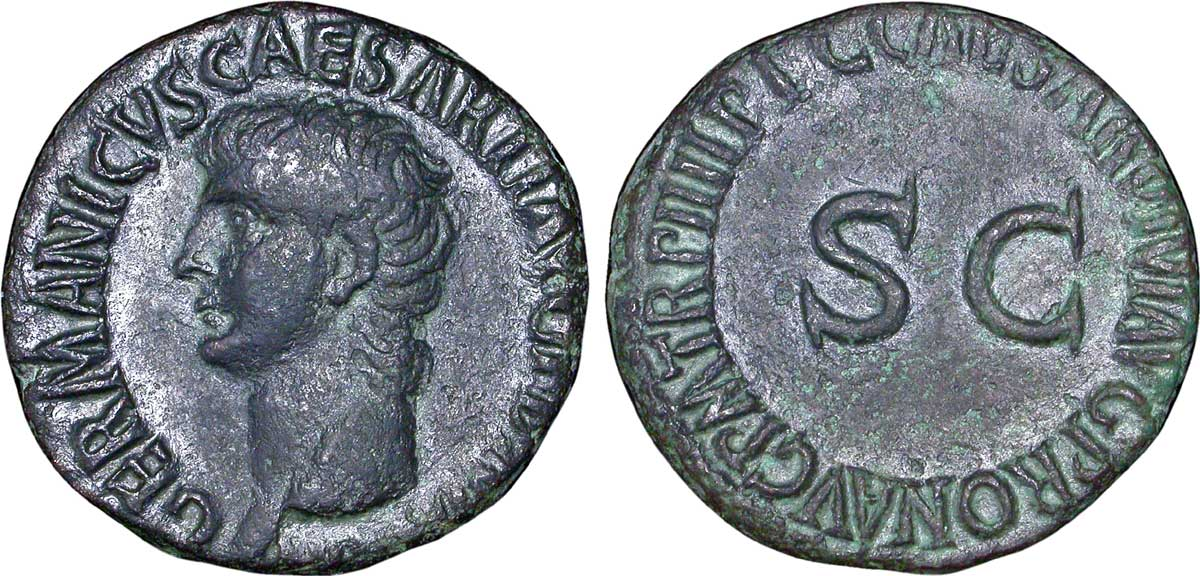
As à l'effigie de Germanicus, frappé sous son fils Caligula.

En astronomie, l'astéroïde (10208) Germanicus a été nommé en son hommage.

## Exploits militaires

### Mutinerie des légions du Rhin
Auguste est mort en 14. La stabilité de l'Empire romain est mise à l'épreuve par le premier changement de pouvoir impérial.
Une rébellion éclate sur le Danube et à la frontière germanique, où Germanicus est le gouverneur. À l'époque, il est un chef très populaire, encore plus que Tibère, et sa loyauté envers les commandants sur le terrain était une évidence pour les légions romaines. Les légionnaires lui proposent l'empire à la place de Tibère. Il refuse, et entreprend d'écraser la rébellion tout en maintenant le soutien de ses soldats. Germanicus doit agir rapidement en raison de la menace d'une attaque ennemie. Il tente de les calmer en menaçant de se suicider, ce qui s'avère inefficace car plusieurs soldats lui offrent leurs épées pour se donner la mort. Il choisit alors de falsifier une lettre de Tibère qui donnerait aux soldats tout ce qu'ils demanderaient. Payer les légions était le moyen le plus rapide de régler la rébellion et d'augmenter la popularité de Germanicus parmi les soldats. Les messagers de Tibère arrivent alors de Rome, et les soldats se rendent vite compte que la lettre est un faux. Les soldats trainent Germanicus hors du lit et menacent sa femme et son fils Caligula qui étaient avec lui.
Selon Tacite, il supplie en larmes ses hommes de permettre de laisser s'échapper sa femme et son fils en bas âge. Ce discours, prononcé devant l'armée alors qu'Agrippine et Caligula s'apprêtaient à quitter le camp, a plus d'impact que ses autres actions. Germanicus exhorte ses soldats à se repentir et réussit à mettre fin à la rébellion. Les soldats ont honte et sont prêts à punir et à exécuter eux-mêmes les chefs rebelles. Germanicus toujours soucieux de son image laisse ses soldats gérer les choses. Il choisit de ne pas intervenir, de cette façon, il peut traduire les chefs rebelles en justice sans susciter de ressentiment contre lui. Dans les coulisses, cependant, Germanicus ordonne au général Aulus Caechina Severus de rassembler quelques hommes de confiance et de faire tuer le chef de la rébellion dans sa tente. Après la fin de la rébellion, Germanicus paye ses soldats de sa poche pour lui garantir leur loyauté.

### Traversée du Rhin

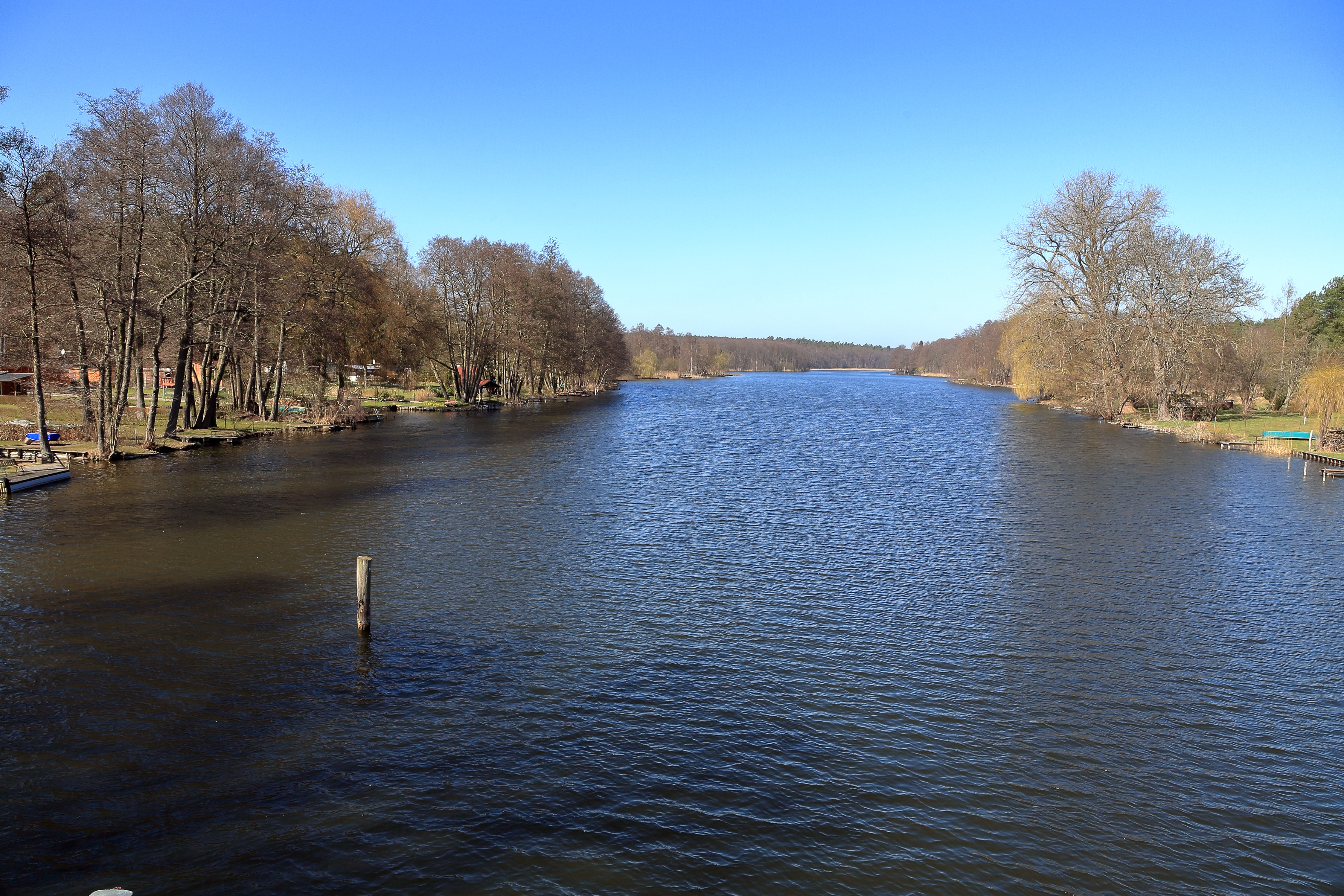
Le Rhin traversant actuellement la Suisse, le Liechtenstein, l'Autriche, l'Allemagne, la France, et les Pays-bas.

Afin de détourner l'attention des soldats et de récupérer les trois insignes qui avaient été perdus par les légions de Varus, Germanicus traverse le Rhin avec  12 000 hommes avec des troupes auxiliaires et un détachement de cavalerie.
En 15 ap. J.-C., il attaque les Chattes. Au milieu de cette guerre, Tibère ordonne la victoire à Germanicus et le nomme membre du nouveau collège du clergé d'Auguste. Étant en pleine guerre, il doit reporter son retour à Rome pour voir la victoire promise. Il refuse de négocier la paix. Avec diplomatie, il sauve le chef des tribus germaniques, Ségeste et ses frères du siège d'Arminius, qui vainquit Varus et ses légions, gagnant la gratitude de Ségeste et de Tibère.
L'an 16 est marqué par des troubles à l'Est. Germanicus construit une grande flotte de 1 000 navires, dont la destination est le delta du Rhin. Son père Drusus fut le premier romain à naviguer sur la mer germanique. Le voyage de retour est troublé par de graves dommages causés aux navires par une violente tempête. Germanicus réussit malgré tout à atteindre le continent en toute sécurité, et envoie des bateaux pour sauver les survivants. Ils regagnent ensuite leurs quartiers d'hiver. Une lettre urgente de Tibère l'exhorte enfin à retourner à Rome pour célébrer sa victoire. Son triomphe a lieu le 26 mai 17 ap. J.-C..

## Activités intellectuelles

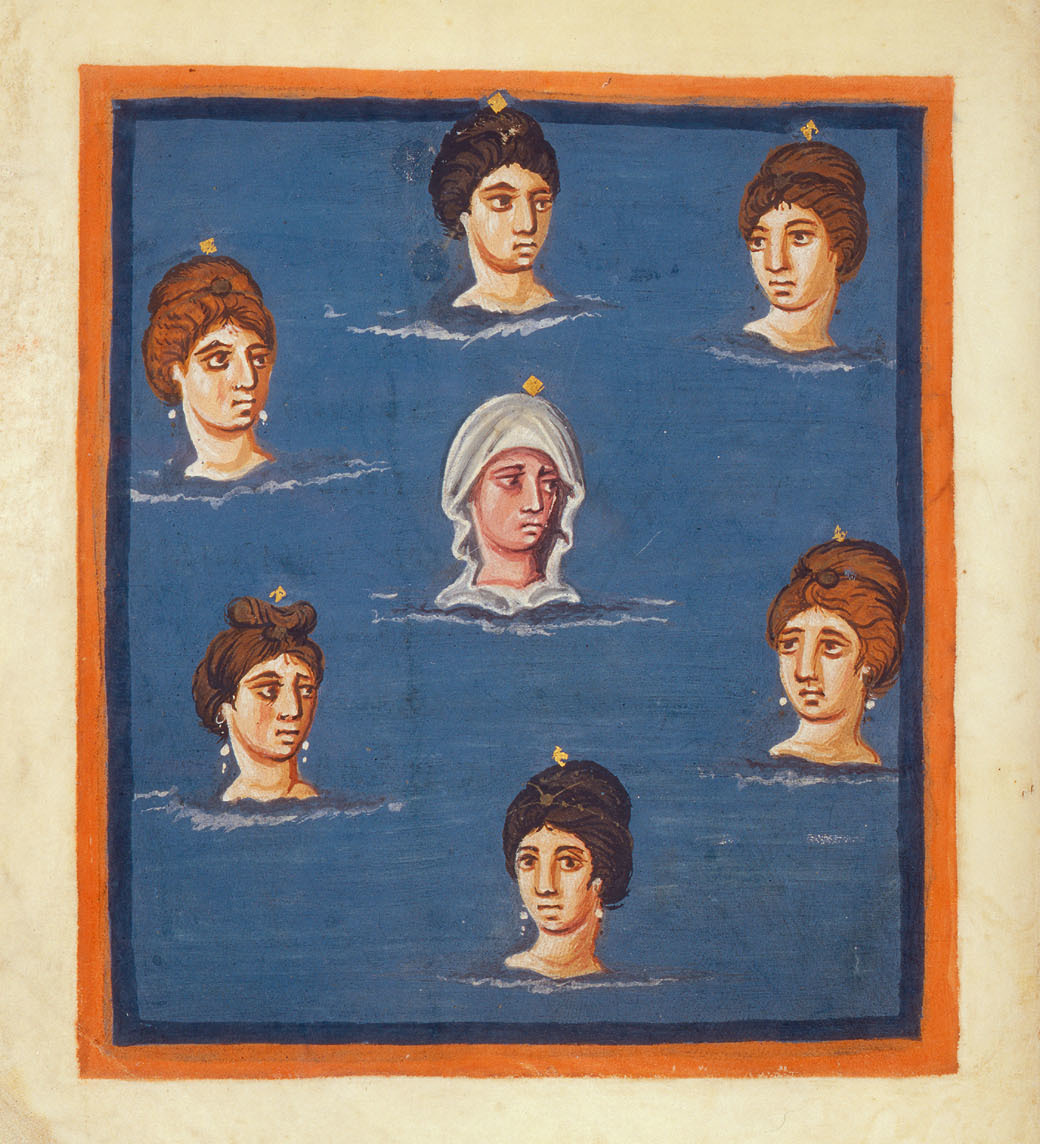
Pléiades de l' Aratea de Leyde, un manuscrit illustré des Phénomènes de Germanicus datant du IXe siècle.

Germanicus réunissait des talents remarqués dans le savoir et l'éloquence, aussi bien latine que grecque. Il fut lié à Ovide, qui lui dédicaça ses Fastes alors qu'il avait une vingtaine d'années. Il a transposé librement en latin le poème didactique d'Aratos de Soles, les Phénomènes, exercice antérieurement pratiqué par Cicéron dans sa jeunesse.
L'Histoire littéraire de la France lui consacre un chapitre.

## Famille

### Généalogie

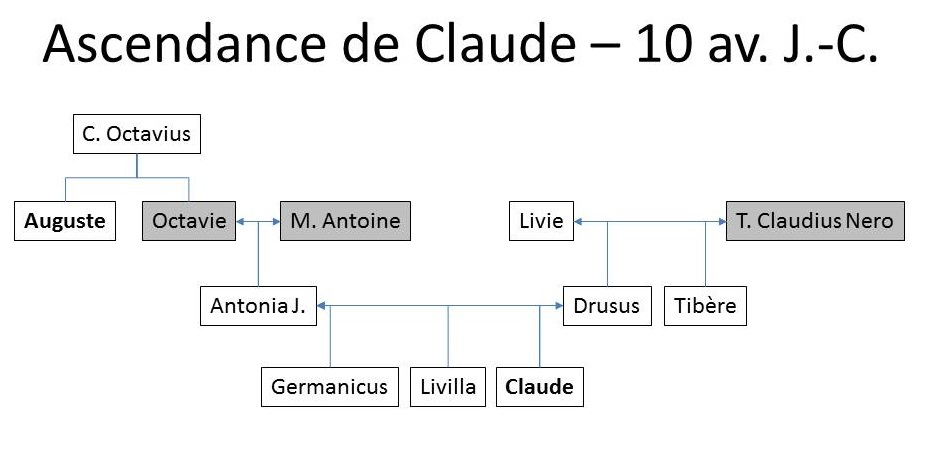
Ascendance de Germanicus et Claude. En grisé, personnes décédées en 10 av. J.-C.

Il est le fils de Drusus et d'Antonia Minor, et le frère aîné du futur empereur Claude. Par Antonia Minor, il est le petit-fils de Marc Antoine et d'Octavie, la sœur d'Auguste.
À sa mort, en 9 av. J.-C., son père Drusus reçoit à titre posthume le surnom « Germanicus » pour ses victoires contre les Germains. Ce surnom passe à son fils Caius. Sur ordre d'Auguste, Germanicus est adopté en 4 apr. J.-C. par son oncle Tibère, qui a déjà un fils nommé Drusus. Lorsqu'il est adopté par Tibère, Germanicus prend pour nom Germanicus Iulius Caesar, et reste généralement désigné sous le nom Germanicus.
En 5 apr. J.-C., il épouse Agrippine l'Aînée. Sur les neuf enfants de ce mariage, six survivent :
- Néron Iulius Caesar, né en 6, exécuté en 31 ;
- Drusus Julius Caesar, né en 8, décédé en 33 ;
- Tiberius (Iulius) Caesar, né et décédé vers 8/10 ;
- un fils, né et décédé vers 8/10 ;
- Caius (Iulius) Caesar, né en 11 à Tibur, décédé en 12[26] ;
- Caius (Iulius) Caesar dit Caligula, né en 12 à Antium, décédé le 25 janvier 41 à Rome ;
- Julia Agrippina, née en 15 à Cologne, décédée en 59 à Baies ;
- Drusilla, née en 16 à Cologne, décédée en 38 à Rome ;
- Julia Livilla[3], née en 18, décédée en 42.

#### Articles
- Pierre-Jacques Dehon, « Aratos et ses traducteurs latins: de la simple transposition à l'adaptation inventive », Revue belge de philologie et d'histoire _ Antiquité, t. 81 fasc. 1,‎ 2003, p. 93-115 (lire en ligne).
- Claude Rambaux, « Germanicus ou la conception tacitéenne de l'histoire », L'antiquité classique, t. 41, fasc. 1,‎ 1972, p. 174-199 (lire en ligne).